# Pero carrerasi
Pero carrerasi là một loài bướm đêm trong họ Geometridae.